# Cyathea stolzeana
Cyathea stolzeana är en ormbunkeart som först beskrevs av L.D.Gómez, och fick sitt nu gällande namn av Lehnert. Cyathea stolzeana ingår i släktet Cyathea och familjen Cyatheaceae. Inga underarter finns listade.